# Touché Amoré
Touché Amoré es una banda californiana de post-hardcore, formada en el año 2007. 
Su primer lanzamiento fue un demo en 7" por la casa discográfica No Sleep, en 2008. A esto se sumó al año siguiente ...To the Beat of a Dead Horse, con excelentes críticas. Junto al sello Deathwish  Inc. lanzaron dos álbumes más: Parting the Sea Between Brightness and Me (2011) y Is Survived By (2013). Al firmar con Epitaph Records, lanzaron Stage Four (2016) y –recientemente– Dead Horse X (2019); este último es una regrabación completa de su primer álbum. A su discografía se suman numerosos EPs, splits y álbumes en vivo. 

## Miembros
Miembros actuales
- Jeremy Bolm – voces (2007–presente); guitarra (ocasional) (2016–presente)
- Clayton Stevens – guitarras (2007–presente)
- Nick Steinhardt – guitarras (2010–presente); bajo (2007–2010)
- Elliot Babin – batería (2009–presente)
- Tyler Kirby – bajo (2010–presente)

Miembros anteriores
- Jeremy Zsupnik – batería (2007–2009)
- Tyson White – guitarras (2007–2010)

## Discografía
Álbumes de estudio
| Título                                    | Detalles                                                   | Posicionamiento |
| Título                                    | Detalles                                                   | US              |
| ----------------------------------------- | ---------------------------------------------------------- | --------------- |
| ...To the Beat of a Dead Horse            | - Lanzamiento: 4 de agosto de 2009 - Sello: 6131           | —               |
| Parting the Sea Between Brightness and Me | - Lanzamiento: 7 de junio de 2011 - Sello: Deathwish       | —               |
| Is Survived By                            | - Lanzamiento: 24 de septiembre de 2013 - Sello: Deathwish | 85              |
| Stage Four                                | - Lanzamiento: 16 de septiembre de 2016 - Sello: Epitaph   | 168             |
| Lament                                    | - Lanzamiento: 9 de octubre de 2020 - Sello: Epitaph       | —               |
| Spiral In A Straight Line                 | - Lanzamiento: 11 de octubre de 2024 - Sello: Rise         | —               |

Álbumes y EPs en vivo
- Live at WERS (2010, Condolences)
- Live on BBC Radio 1 (2012, Deathwish)
- Live on BBC Radio 1: Vol 2 (2014, Deathwish)
- Live on BBC Radio 1: Vol 3 (2017, Epitaph)
- 10 Years / 1000 Shows: Live at the Regent Theater (2018)

EPs y splits
- Demo (2008, No Sleep)
- Searching for a Pulse/The Worth of the World split con La Dispute (2010, No Sleep)
- Touché Amoré / Make Do and Mend split (2010, 6131/Panic)
- Touché Amoré / The Casket Lottery split (2012, No Sleep)[16]
- Touché Amoré / Pianos Become the Teeth split (2013, Deathwish/Topshelf)
- Touché Amoré / Title Fight split (2013, Sea Legs)[17]
- Self Love split con Self Defense Family (2015, Deathwish)

Singles
- "Gravity, Metaphorically" (2013)
- "Condolences"/"Available Flexi" (2015)
- "Green" (2018)
- "Deflector" (2019)

Apariciones en compilatorios
- "Available" (Cover a The National; A Comp for Mom)  (2014, No Sleep Records)
- "Lounge Act" (Cover a Nirvana; Whatever Nevermind) (2015, Robotic Empire)

## Videografía
Vídeos musicales
- "Home Away from Here" (2011)
- "Gravity, Metaphorically" (2013)[18]
- "Harbor" (2013)
- "Palm Dreams" (2016)
- "Skyscraper" (2016)
- "Benediction" (2017)
- "Green" (2018)